# Desa Sukarapih (administrativ by i Indonesien, lat -7,08, long 108,72)
Desa Sukarapih är en administrativ by i Indonesien.   Den ligger i provinsen Jawa Barat, i den västra delen av landet, 230 km öster om huvudstaden Jakarta.